# Parc des Promenades (Saint-Brieuc)
Ne doit pas être confondu avec Parc des Promenades (Alençon).
Le parc des Promenades est un parc public situé à Saint-Brieuc.

## Situation
Le parc d'environ 2,5 ha est situé dans la partie Est du centre ville, s'étire sur une portion de la bordure ouest de la vallée de Gouédic, que l'on peut franchir en empruntant le pont d'Armor au Sud-Est du parc. L'église Saint-Michel se trouve à environ 150 m au nord du parc.

## Historique
Le parc a été aménagé peu avant la Révolution sous le mandat du maire Jean-Louis Bagot. Il est par la suite redessiné par le paysagiste parisien Jean-Pierre Barillet-Deschamps qui y ajoutera diverses essences d'arbres. Le palais de justice y est implanté en 1859. 
Après la Première Guerre mondiale, le parc accueille le monument aux morts, réalisé en 1923 par Francis Renaud. 
En 2009, la partie nord du parc, dite « esplanade du théâtre de verdure » est renommée « esplanade Patrick Dewaere » du nom de l'acteur né à Saint-Brieuc. En bordure ouest de cette esplanade a été ajoutée une aire de jeux pour enfants. 
En 2019, un skatepark est inauguré dans la partie nord-est du parc.

## Œuvres d'art
Le parc contient par ailleurs quelques œuvres d'art : 
- Le fronton du palais de justice, du sculpteur Pierre Marie Ogé,
- un buste à l'effigie de l'écrivain Auguste de Villiers de l'Isle-Adam, par Élie Le Goff (père),
- La Forme se dégageant de la matière, statue de Paul Le Goff,
- une stèle d'hommage à Paul le Goff par Jules-Charles le Bozec,
- La Bretonne du Goëlo, statue de Francis Renaud.

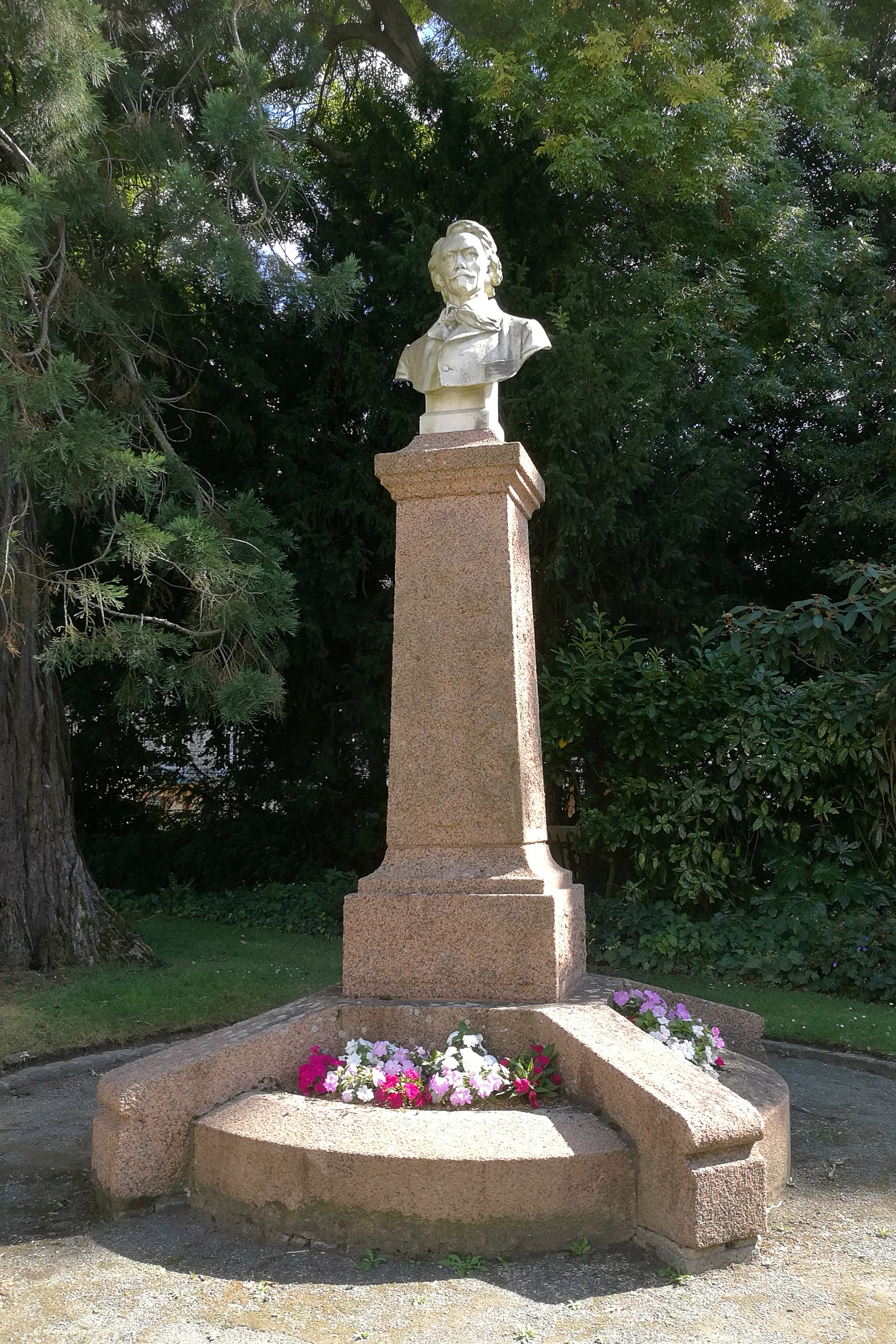
Buste de Villiers de l'Isle-Adam, par Élie Le Goff
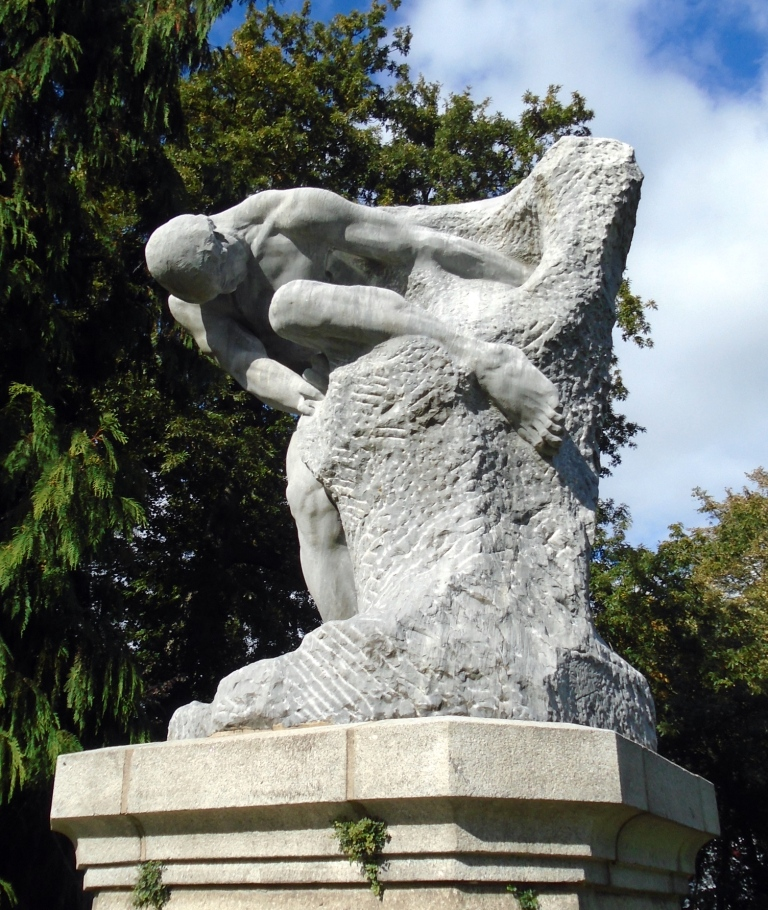
La Forme se dégageant de la matière par Paul Le Goff.
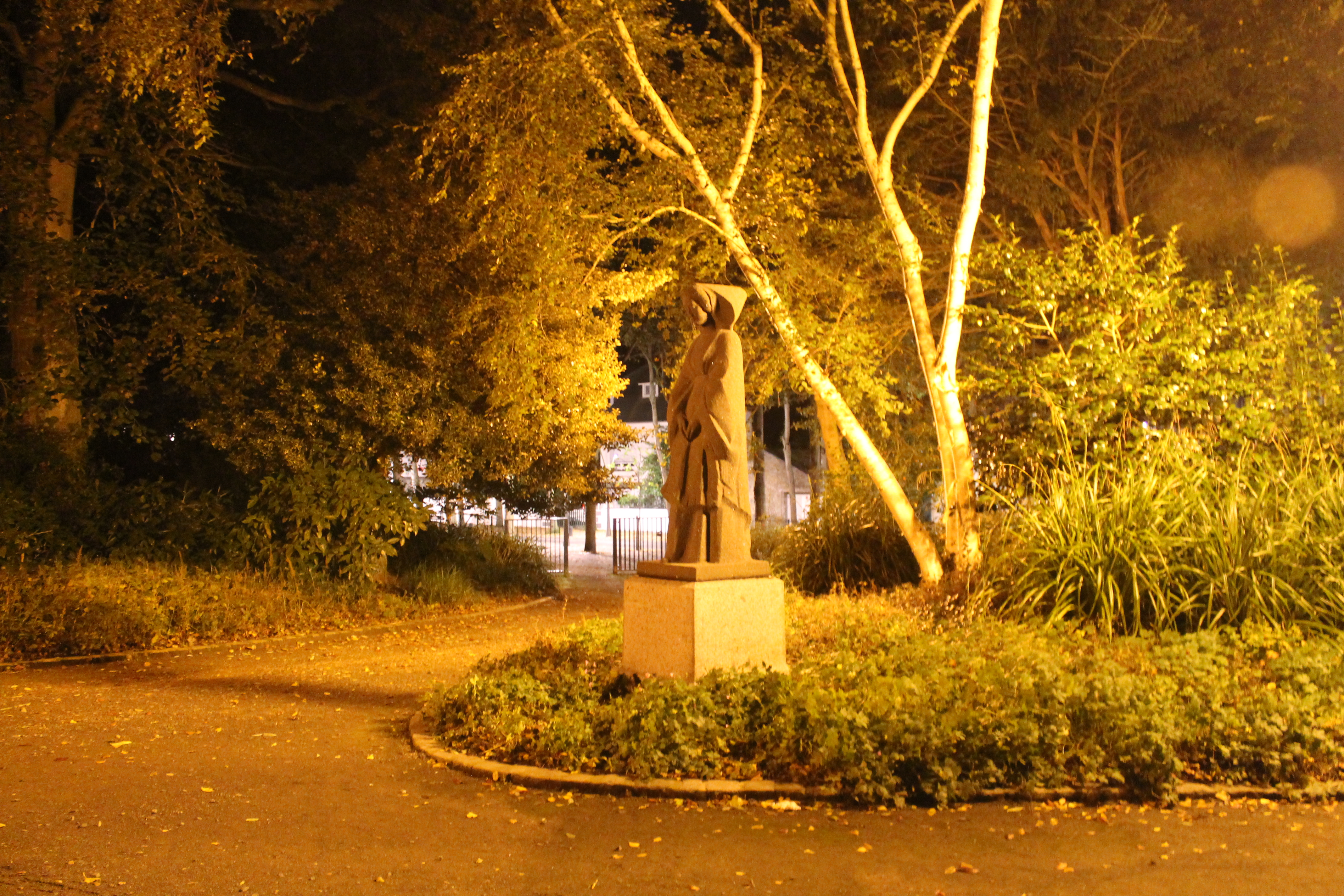
La Bretonne du Goëlo de Francis Renaud.